# UE Sant Andreu

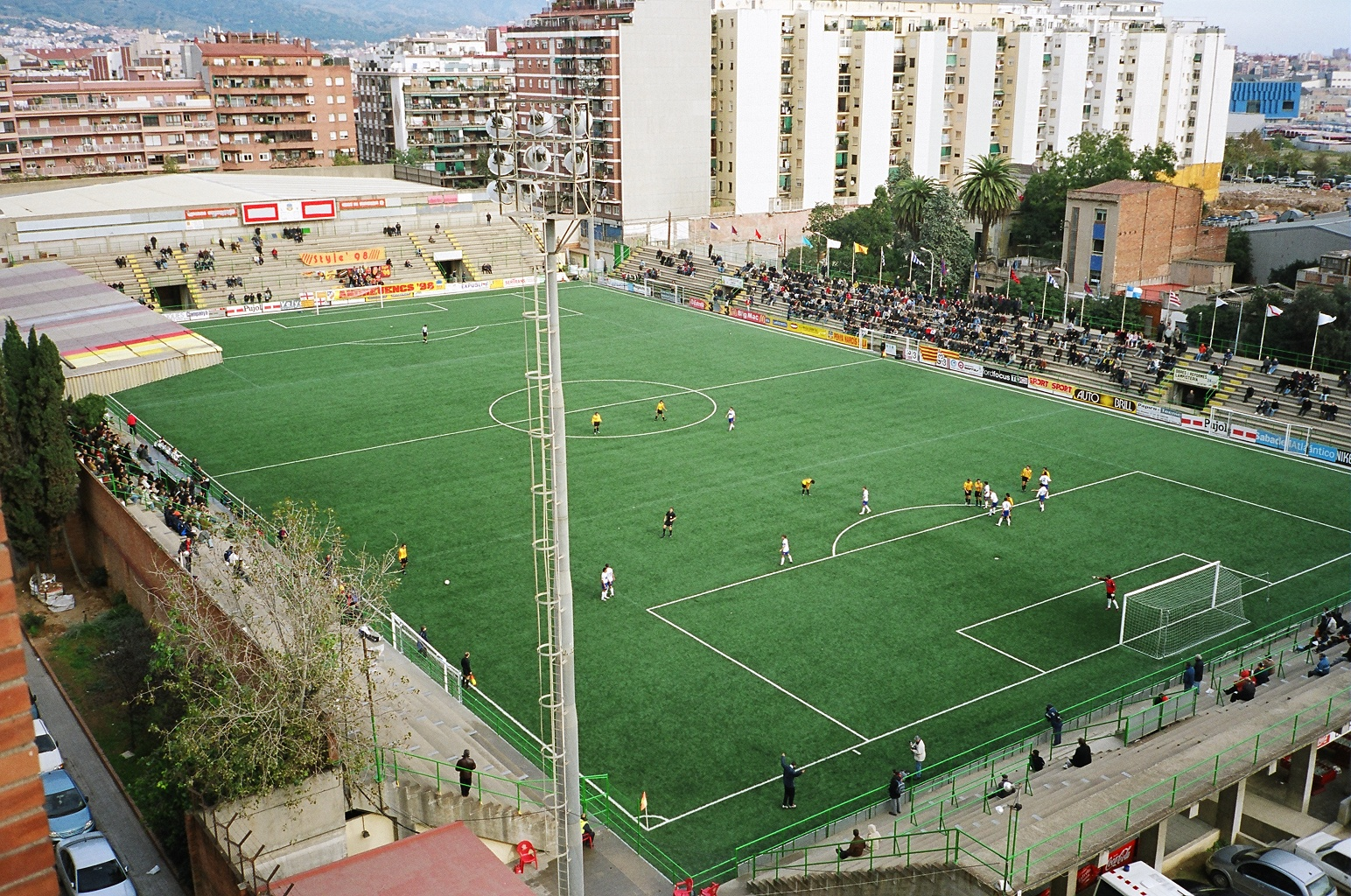
Municipal Narcís Sala, Sant Andreu's grounds

Unió Esportiva Sant Andreu (phát âm tiếng Catalunya: [uniˈo əspuɾˈtiβə ˈsant ənˈdɾew]) là một câu lạc bộ bóng đá Tây Ban Nha đến từ thành phố Barcelona ở quận Sant Andreu, nằm trong khu tự trị Catalonia. Thành lập năm 1909, câu lạc bộ đang thi đấu ở Tercera División – Nhóm 5, trên sân nhà Camp Municipal Narcís Sala, với sức chứa 6.563 chỗ ngồi.

## Lịch sử câu lạc bộ
- Club de Futbol Andreuenc - (1909–25)
- L'Avenç del Sport - (1911–25)
- Unió Esportiva Sant Andreu - (1925–40)
- Club Deportivo San Andrés - (1940–79)
- Unión Deportiva San Andrés - (1979–80)
- Unió Esportiva Sant Andreu - (1980–nay)[2]

## Thành tích theo mùa giải
| Mùa giải | Cấp độ | Hạng đấu  | Vị thứ | Cúp bóng đá Tây Ban Nha |
| -------- | ------ | --------- | ------ | ----------------------- |
| 1939/40  | 4      | 1ª Reg. A | 3rd    | Vòng Một                |
| 1940/41  | 3      | 3ª        | 2nd    |                         |
| 1941/42  | 4      | 1ª Reg. A | 3rd    |                         |
| 1942/43  | 5      | 1ª Reg. B | 2nd    |                         |
| 1943/44  | 4      | 1ª Reg. A | 6th    |                         |
| 1944/45  | 4      | 1ª Reg. A | 10th   |                         |
| 1945/46  | 4      | 1ª Reg. A | 7th    |                         |
| 1946/47  | 4      | 1ª Reg. A | 1st    |                         |
| 1947/48  | 3      | 3ª        | 2nd    | Vòng Một                |
| 1948/49  | 3      | 3ª        | 4th    | Vòng Một                |
| 1949/50  | 3      | 3ª        | 1st    |                         |
| 1950/51  | 2      | 2ª        | 4th    |                         |
| 1951/52  | 2      | 2ª        | 12th   |                         |
| 1952/53  | 2      | 2ª        | 8th    | Vòng Một                |
| 1953/54  | 3      | 3ª        | 3rd    |                         |
| 1954/55  | 3      | 3ª        | 3rd    |                         |
| 1955/56  | 3      | 3ª        | 8th    |                         |
| 1956/57  | 3      | 3ª        | 10th   |                         |
| 1957/58  | 3      | 3ª        | 1st    |                         |
| 1958/59  | 3      | 3ª        | 13th   |                         |
| 1959/60  | 3      | 3ª        | 12th   |                         |

| Mùa giải | Cấp độ | Hạng đấu | Vị thứ | Cúp bóng đá Tây Ban Nha |
| -------- | ------ | -------- | ------ | ----------------------- |
| 1960/61  | 3      | 3ª       | 10th   |                         |
| 1961/62  | 3      | 3ª       | 5th    |                         |
| 1962/63  | 3      | 3ª       | 5th    |                         |
| 1963/64  | 3      | 3ª       | 5th    |                         |
| 1964/65  | 3      | 3ª       | 11th   |                         |
| 1965/66  | 3      | 3ª       | 5th    |                         |
| 1966/67  | 3      | 3ª       | 8th    |                         |
| 1967/68  | 3      | 3ª       | 5th    |                         |
| 1968/69  | 3      | 3ª       | 1st    |                         |
| 1969/70  | 2      | 2ª       | 8th    | Vòng Bốn                |
| 1970/71  | 2      | 2ª       | 7th    | Tứ kết                  |
| 1971/72  | 2      | 2ª       | 10th   | Vòng 16 đội             |
| 1972/73  | 2      | 2ª       | 6th    | Vòng Bốn                |
| 1973/74  | 2      | 2ª       | 8th    | Vòng 16 đội             |
| 1974/75  | 2      | 2ª       | 7th    | Vòng 16 đội             |
| 1975/76  | 2      | 2ª       | 14th   | Vòng Bốn                |
| 1976/77  | 2      | 2ª       | 19th   | Vòng Một                |
| 1977/78  | 3      | 2ªB      | 11th   | Vòng Hai                |
| 1978/79  | 3      | 2ªB      | 8th    | Vòng Hai                |
| 1979/80  | 3      | 2ªB      | 17th   | Vòng Một                |
| 1980/81  | 4      | 3ª       | 9th    |                         |

| Mùa giải | Cấp độ | Hạng đấu | Vị thứ | Cúp bóng đá Tây Ban Nha |
| -------- | ------ | -------- | ------ | ----------------------- |
| 1981/82  | 4      | 3ª       | 9th    |                         |
| 1982/83  | 4      | 3ª       | 4th    |                         |
| 1983/84  | 4      | 3ª       | 4th    | Vòng Một                |
| 1984/85  | 4      | 3ª       | 1st    | Vòng Một                |
| 1985/86  | 4      | 3ª       | 3rd    | Vòng Hai                |
| 1986/87  | 4      | 3ª       | 20th   | Vòng Một                |
| 1987/88  | 4      | 3ª       | 2nd    |                         |
| 1988/89  | 4      | 3ª       | 3rd    |                         |
| 1989/90  | 4      | 3ª       | 1st    |                         |
| 1990/91  | 3      | 2ªB      | 13th   | Vòng Bốn                |
| 1991/92  | 3      | 2ªB      | 1st    | 3rd round               |
| 1992/93  | 3      | 2ªB      | 2nd    | 3rd round               |
| 1993/94  | 3      | 2ªB      | 7th    | Vòng Một                |
| 1994/95  | 3      | 2ªB      | 15th   | Vòng Một                |
| 1995/96  | 3      | 2ªB      | 12th   |                         |
| 1996/97  | 3      | 2ªB      | 19th   |                         |
| 1997/98  | 4      | 3ª       | 15th   |                         |
| 1998/99  | 4      | 3ª       | 19th   |                         |
| 1999/00  | 5      | 1ª Cat.  | 1st    |                         |

| Season  | Tier | Division | Place | Cúp bóng đá Tây Ban Nha |
| ------- | ---- | -------- | ----- | ----------------------- |
| 2000/01 | 4    | 3ª       | 13th  |                         |
| 2001/02 | 4    | 3ª       | 4th   |                         |
| 2002/03 | 4    | 3ª       | 3rd   |                         |
| 2003/04 | 4    | 3ª       | 8th   |                         |
| 2004/05 | 4    | 3ª       | 3rd   |                         |
| 2005/06 | 3    | 2ªB      | 11th  |                         |
| 2006/07 | 3    | 2ªB      | 17th  | Vòng Một                |
| 2007/08 | 4    | 3ª       | 2nd   |                         |
| 2008/09 | 3    | 2ªB      | 3rd   | 2md round               |
| 2009/10 | 3    | 2ªB      | 1st   | 3rd round               |
| 2010/11 | 3    | 2ªB      | 7th   | 3rd Round               |
| 2011/12 | 3    | 2ªB      | 10th  | Vòng Hai                |
| 2012/13 | 3    | 2ªB      | 7th   |                         |
| 2013/14 | 3    | 2ªB      | 15th  | Round of 32             |
| 2014/15 | 3    | 2ªB      | 18th  |                         |
| 2015/16 | 4    | 3ª       | 7th   |                         |
| 2016/17 | 4    | 3ª       | 5th   |                         |
| 2017/18 | 4    | 3ª       | 2nd   |                         |

- 11 mùa giải ở Segunda División
- 19 mùa giải ở Segunda División B
- 42 mùa giải ở Tercera División
- 7 mùa giải ở Categorías Regionales

## Đội hình hiện tại
Tính đến 31 tháng 10 năm 2016
Ghi chú: Quốc kỳ chỉ đội tuyển quốc gia được xác định rõ trong điều lệ tư cách FIFA. Các cầu thủ có thể giữ hơn một quốc tịch ngoài FIFA.
| Số | VT | Quốc gia    | Cầu thủ             |
| -- | -- | ----------- | ------------------- |
| —  | TM | Tây Ban Nha | José Segovia        |
| —  | TM | Tây Ban Nha | Manu Martín         |
| —  | TM | Tây Ban Nha | Marc Priego         |
| —  | HV | Tây Ban Nha | Joan Noguera        |
| —  | HV | Tây Ban Nha | Hugo Fernández      |
| —  | HV | Argentina   | Juan Manuel Viale   |
| —  | HV | Tây Ban Nha | Melo Cortés         |
| —  | HV | Tây Ban Nha | Joel Armengol       |
| —  | HV | Tây Ban Nha | Roger Canadell      |
| —  | HV | Tây Ban Nha | Jordi Méndez        |
| —  | HV | Tây Ban Nha | José Antonio Llamas |
| —  | HV | Tây Ban Nha | Jaume Villar        |

| Số | VT | Quốc gia    | Cầu thủ         |
| -- | -- | ----------- | --------------- |
| —  | TV | Tây Ban Nha | Ferrán Roca     |
| —  | TV | Tây Ban Nha | Xavi Jiménez    |
| —  | TV | Tây Ban Nha | Ton Alcover     |
| —  | TV | Tây Ban Nha | Jorge Muñoz     |
| —  | TV | Tây Ban Nha | Adrià Arjona    |
| —  | TV | Tây Ban Nha | Dani Guerrero   |
| —  | TV | Tây Ban Nha | Rubén Carreras  |
| —  | TV | Tây Ban Nha | Alberto Carroza |
| —  | TV | Tây Ban Nha | David López     |
| —  | TĐ | Tây Ban Nha | Luismi          |
| —  | TĐ | Sénégal     | Sekou Gassama   |

## Danh hiệu
- Segunda División B: 1991–92
- Tercera División: 1949–50, 1957–58, 1968–69, 1984–85, 1989–90
- Copa Catalunya: 2008–09
- Copa Federación: 2012–13
- Catalan Second Division: 1919–20, 1920–21, 1939–40
- Catalan Historical Teams Tournament: 2007

## Cựu cầu thủ
Ghi chú: Danh sách này bao gồm các cầu thủ thi đấu ít nhất 100 trận và hoặc từng thi đấu quốc tế.
- Ramón Calderé
- Manuel Lanzarote
- Luso
- José Miguel Morales
- Lorne Campbell
- Ildefons Lima

Thể loại:UE Sant Andreu footballers

## Cựu huấn luyện viên
- Domènec Balmanya
- César Rodríguez
- Jiří Sobotka